# 森中郁雄
森中 郁雄（もりなか いくお、1956年12月16日 - ）は、日本の原子力技術者、実業家。関西電力代表取締役副社長や、関電プラント監査役、使用済燃料再処理機構理事等を務めた。

## 人物・経歴
1979年名古屋工業大学工学部機械工学科卒業、関西電力入社。1996年原子力・火力本部原子力・火力企画グループ附電気事業連合会出向。2000年原子力事業本部保全計画グループチーフマネジャー。2003年原子力事業本部発電グループチーフマネジャー。2005年原子力事業本部保全計画グループチーフマネジャー。
2006年高浜発電所長。2009年原子力事業本部副事業本部長。2010年執行役員(従業員)原子力事業本部副事業本部長、原子力発電部門統括。2012年執行役員(従業員)原子力事業本部副事業本部長、原子力技術部門統括。2013年常務執行役員(従業員)原子力事業本部長代理、原子燃料サイクル室担当（原燃契約）。2019年代表取締役副社長執行役員原子力事業本部長、関電プラント監査役。同年関西電力総務室附。
この間、使用済燃料再処理機構理事、原子力環境整備促進・資金管理センター評議員、経済産業省総合資源エネルギー調査会電力・ガス事業分科会原子力小委員会専門委員、日本機械学会動力エネルギーシステム部門運営委員、国際原子力情報システム（INIS）協議会委員、原子力委員会研究開発専門部会構成員、電気事業連合会原子力開発対策委員会総合部会長等も務めた。

## 金品受領問題
財務省国税庁金沢国税局の税務調査で、高浜原子力発電所がある福井県大飯郡高浜町の森山栄治元助役から、「原発マネー」とおぼしき4060万円相当の金品を受け取っていたことが明らかになり、厳重注意処分を受けたのち副社長に昇格した。2019年に問題発覚後、役員報酬の相当額の返納が求められたが、八木誠元会長や、岩根茂樹元社長らと異なり善管注意義務違反はなかっとして、損害賠償請求は免れた。